# Вукосавлєвиця
Вукосавлєвиця (хорв. Vukosavljevica) — населений пункт у Хорватії, у Вировитицько-Подравській жупанії у складі громади Шпишич-Буковиця.

## Населення
Населення за даними перепису 2011 року становило 679 осіб.
Динаміка чисельності населення поселення:

## Клімат
Середня річна температура становить 11,30 °C, середня максимальна – 24,99 °C, а середня мінімальна – -4,77 °C. Середня річна кількість опадів – 810 мм.
| Клімат поселення                              | Клімат поселення | Клімат поселення | Клімат поселення | Клімат поселення | Клімат поселення | Клімат поселення | Клімат поселення | Клімат поселення | Клімат поселення | Клімат поселення | Клімат поселення | Клімат поселення | Клімат поселення |
| Показник                                      | Січ.             | Лют.             | Бер.             | Квіт.            | Трав.            | Черв.            | Лип.             | Серп.            | Вер.             | Жовт.            | Лист.            | Груд.            |                  |
| Середній максимум, °C                         | 5,80             | 7,68             | 12,26            | 16,62            | 21,74            | 24,99            | 24,70            | 24,21            | 19,70            | 15,27            | 9,85             | 4,71             |                  |
| Середня температура, °C                       | 0,52             | 2,41             | 6,97             | 11,31            | 16,47            | 19,70            | 21,33            | 20,85            | 16,34            | 11,90            | 6,47             | 1,34             |                  |
| Середній мінімум, °C                          | −4,77            | −2,88            | 1,68             | 6,02             | 11,17            | 14,40            | 17,96            | 17,48            | 12,96            | 8,53             | 3,10             | −2,03            |                  |
| Норма опадів, мм                              | 48               | 43               | 52               | 64               | 75               | 92               | 78               | 82               | 70               | 68               | 79               | 59               |                  |
| Середньомісячна швидкість вітру, м/с          | 2.30             | 2.56             | 2.90             | 2.71             | 2.50             | 2.26             | 2.20             | 2.00             | 2.09             | 2.14             | 2.30             | 2.30             |                  |
| Середньомісячна сонячна радіація, кДж/м²·день | 4111             | 6912             | 10739            | 15257            | 19447            | 21400            | 22197            | 19723            | 14487            | 9022             | 4712             | 3401             |                  |
| --------------------------------------------- | ---------------- | ---------------- | ---------------- | ---------------- | ---------------- | ---------------- | ---------------- | ---------------- | ---------------- | ---------------- | ---------------- | ---------------- | ---------------- |
| Джерело:                                      |                  |                  |                  |                  |                  |                  |                  |                  |                  |                  |                  |                  |                  |